# Porsche Junior

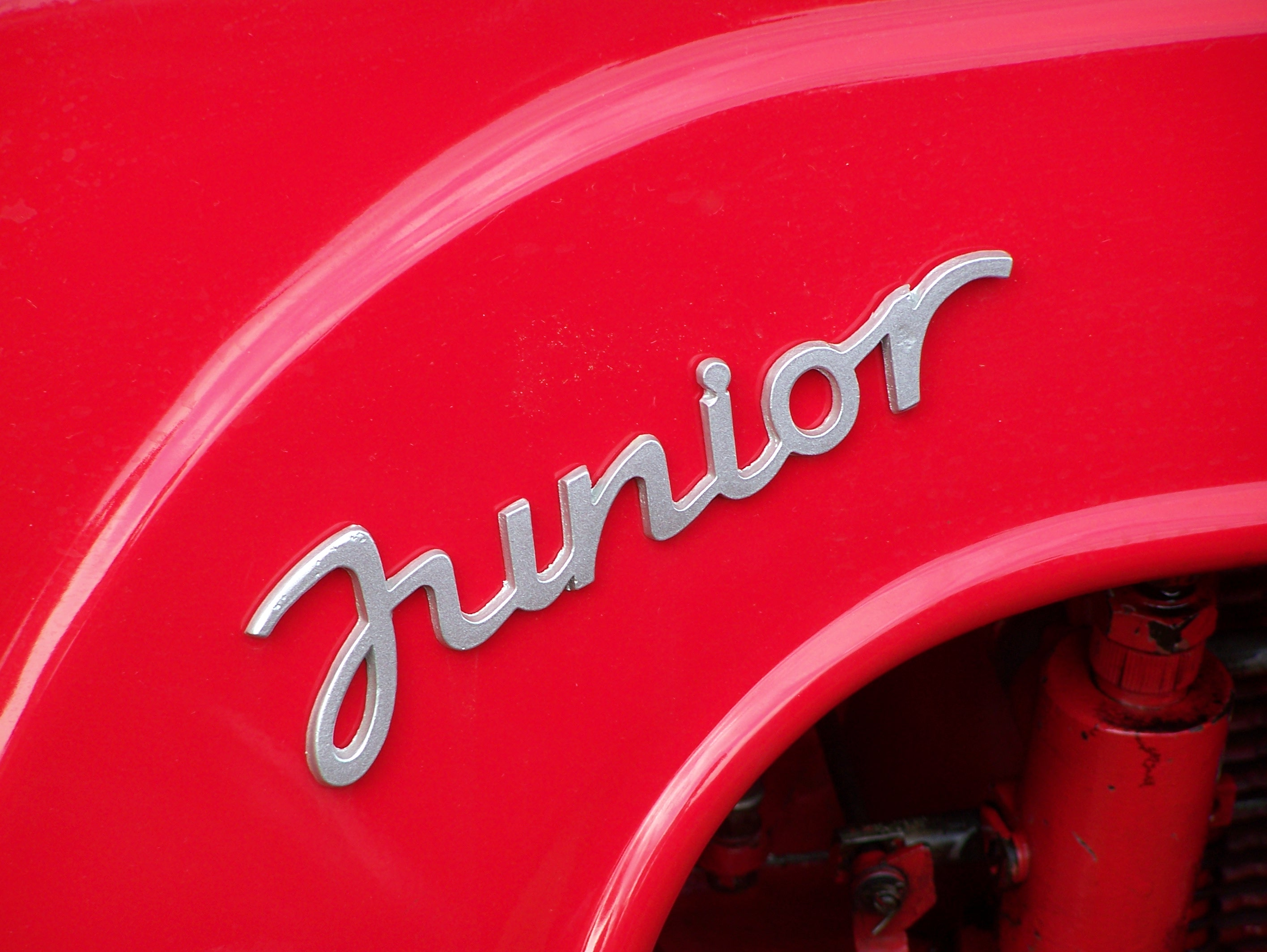
Porsche Junior logo

Porsche Junior fue un tractor de Porsche-Diesel que fue fabricado entre 1952 y 1963.
El Junior fue impulsado por un motor diésel refrigerado por aire de un único cilindro de 822 cc, que daba 14 hp.

## Historia
El Porsche Junior 108 se presentó en 1957 como sucesor del Allgaier P111. El modelo estaba propulsado por un motor diésel monocilíndrico de cuatro tiempos refrigerado por aire con una cilindrada de 822 cc. Esto daba al 108 una potencia de 14 CV. El Junior tenía un total de ocho marchas (seis hacia delante y dos hacia atrás) y alcanzaba una velocidad máxima de 19,9 km/h. En 1961, el Junior 109 sucedió al 108. La principal mejora fue la cilindrada del motor, que aumentó a 875 cc. La potencia aumentó a 15 CV; no obstante, la velocidad máxima del 109 siguió siendo la misma que la del 108.
Porsche-Diesel vendió un total de 23.000 unidades del modelo 108 y 2.500 unidades del modelo 109.

## Variantes
| Varianten:                      | Junior 108-4                  | Junior 108 K / KH                   | Junior 108 L / LH                   | Junior 108 S                        | Junior 108 V                        | Junior 109 G (V)                    |
| ------------------------------- | ----------------------------- | ----------------------------------- | ----------------------------------- | ----------------------------------- | ----------------------------------- | ----------------------------------- |
| Motor:                          | motor diésel monocilíndrico   | motor diésel monocilíndrico         | motor diésel monocilíndrico         | motor diésel monocilíndrico         | motor diésel monocilíndrico         | motor diésel monocilíndrico         |
| Contenido:                      | 822 cc                        | 822 cc                              | 822 cc                              | 822 cc                              | 822 cc                              | 875 cc                              |
| Poder:                          | 10,2 kW (14 CV)               | 10,2 kW (14 CV)                     | 10,2 kW (14 CV)                     | 10,2 kW (14 CV)                     | 10,2 kW (14 CV)                     | 11 kW (15 CV)                       |
| Marchas:                        | cuatro adelante, cuatro atrás | seis hacia delante, dos hacia atrás | seis hacia delante, dos hacia atrás | seis hacia delante, dos hacia atrás | seis hacia delante, dos hacia atrás | seis hacia delante, dos hacia atrás |
| Ancho de vía delantero/trasero: | 1250/1500 mm                  | 1250/1500 mm                        | 1250/1750 mm                        | 660/1160 mm                         | 1250/1500 mm                        | 1160/1500 mm                        |
| Distancia entre ejes:           | 1557 mm                       | 1557 mm                             | 1838 mm                             | 1557 mm                             | 1557 mm                             | 1544 mm                             |
| Neumáticos/llantas:             | 4.50-16 / 8-24                | 4.50-16 / 8-24                      | 4.40-16 / 8-24                      | 4.00-16 / 8-24                      | 4.50-16 / 8-24                      | 4.50-16 / 8-24                      |
| Dimensiones L × A × A:          | 2560 × 1460 × 1460 mm         | 2560 × 1460 × 1460 mm               | 2840 × 1464 × 1536 mm               | 2475 × 873 × 1440 mm                | 2560 × 1460 × 1460 mm               | 2560 × 1490 × 1500 mm               |
| Peso en vacío:                  | 875 kg                        | 875 kg                              | 910 kg                              | 880 kg                              | 875 kg                              | 875 kg                              |
| Velocidad máxima:               | 19,9 km/h                     | 19,9 km/h                           | 19,9 km/h                           | 19,9 km/h                           | 19,9 km/h                           | 19,9 km/h                           |

El Junior 108 K era la versión estándar (corta) del Junior. El motor se mejoró ligeramente con respecto a su predecesor, el P111. El tractor estaba equipado con un dispositivo hidrostop, que permitía arrancar, parar o girar sin un conductor directamente sobre el tractor. El Junior 108 KH tenía un embrague hidráulico, pero por lo demás no difería del modelo estándar. También estaba disponible una versión de mayor distancia entre ejes de los 108 K y KH, los 108 L y LH.
El Junior 108-4 (también llamado Junior 4) era prácticamente idéntico al Junior K. Sin embargo, había adoptado el eje delantero y la caja de cambios del modelo anterior, el P111. El Junior 4 también estaba disponible en versión corta y larga, con una diferencia de dimensiones de 15 centímetros en longitud y distancia entre ejes. El modelo se fabricó como una pequeña serie única de sólo 150 unidades.
El Junior 108 S era una versión estrecha del Junior 108 K y se correspondía en gran medida con él. Aparte de la menor anchura, los modelos sólo se diferenciaban ópticamente por unos guardabarros diferentes, una carcasa del asiento más estrecha y unos soportes de los faros más cortos.
La Junior 108 V era la versión más pequeña, económica y simplificada de la Junior 108 K.

El Junior 109 G (V) tenía -además de un motor más potente en comparación con el 108- una distancia entre ejes ligeramente reducida y venía con frenos de dirección.

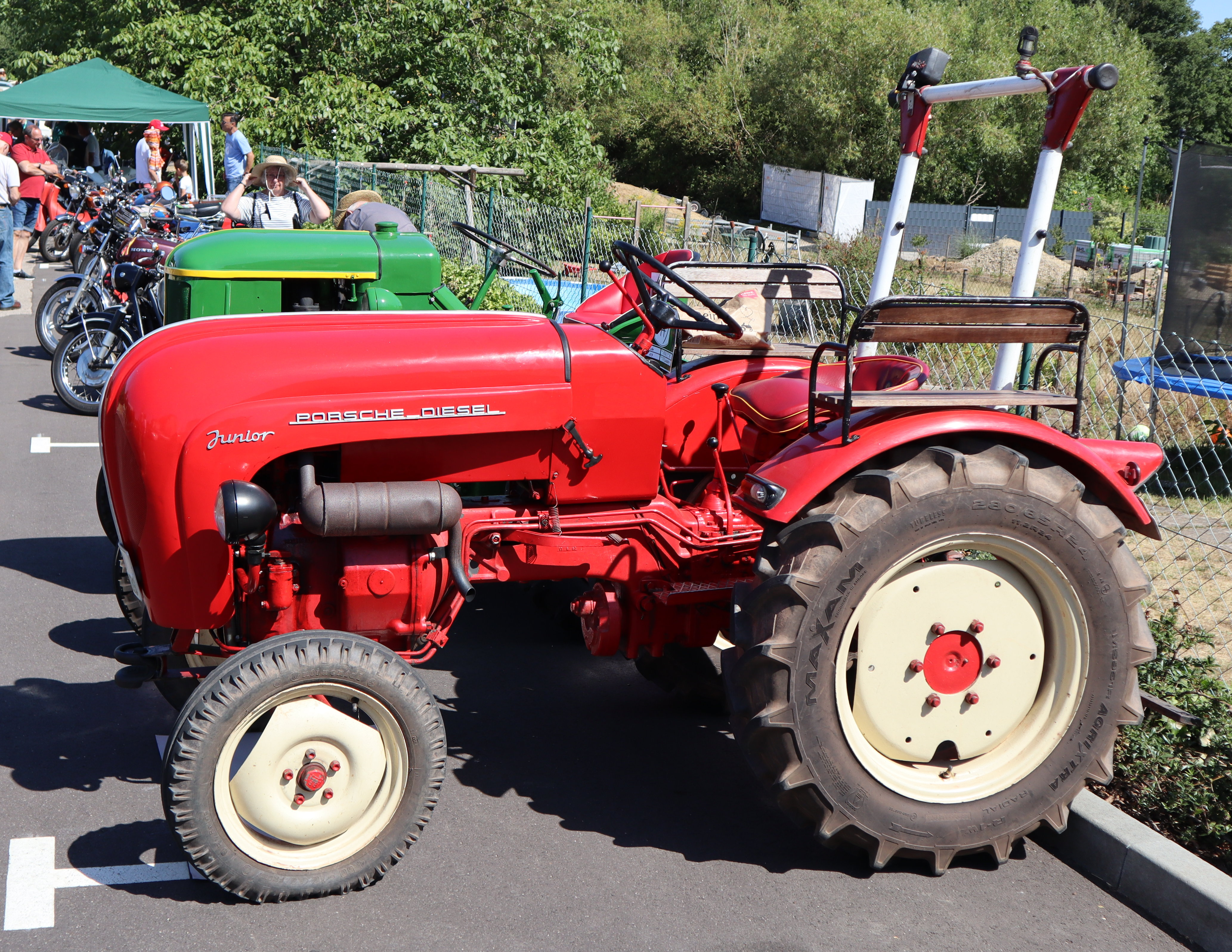
Porsche Junior 109
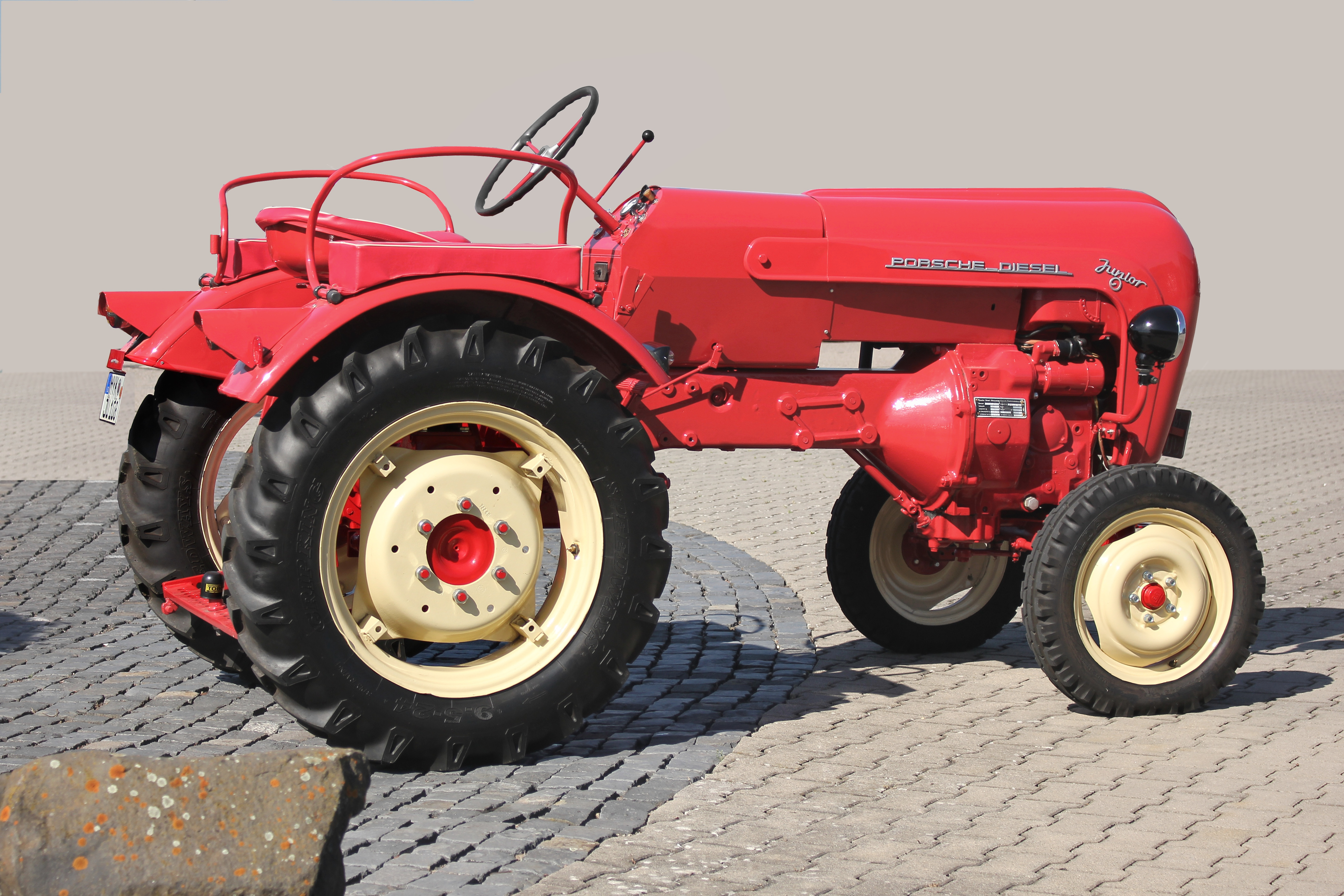
Porsche Junior 108 L
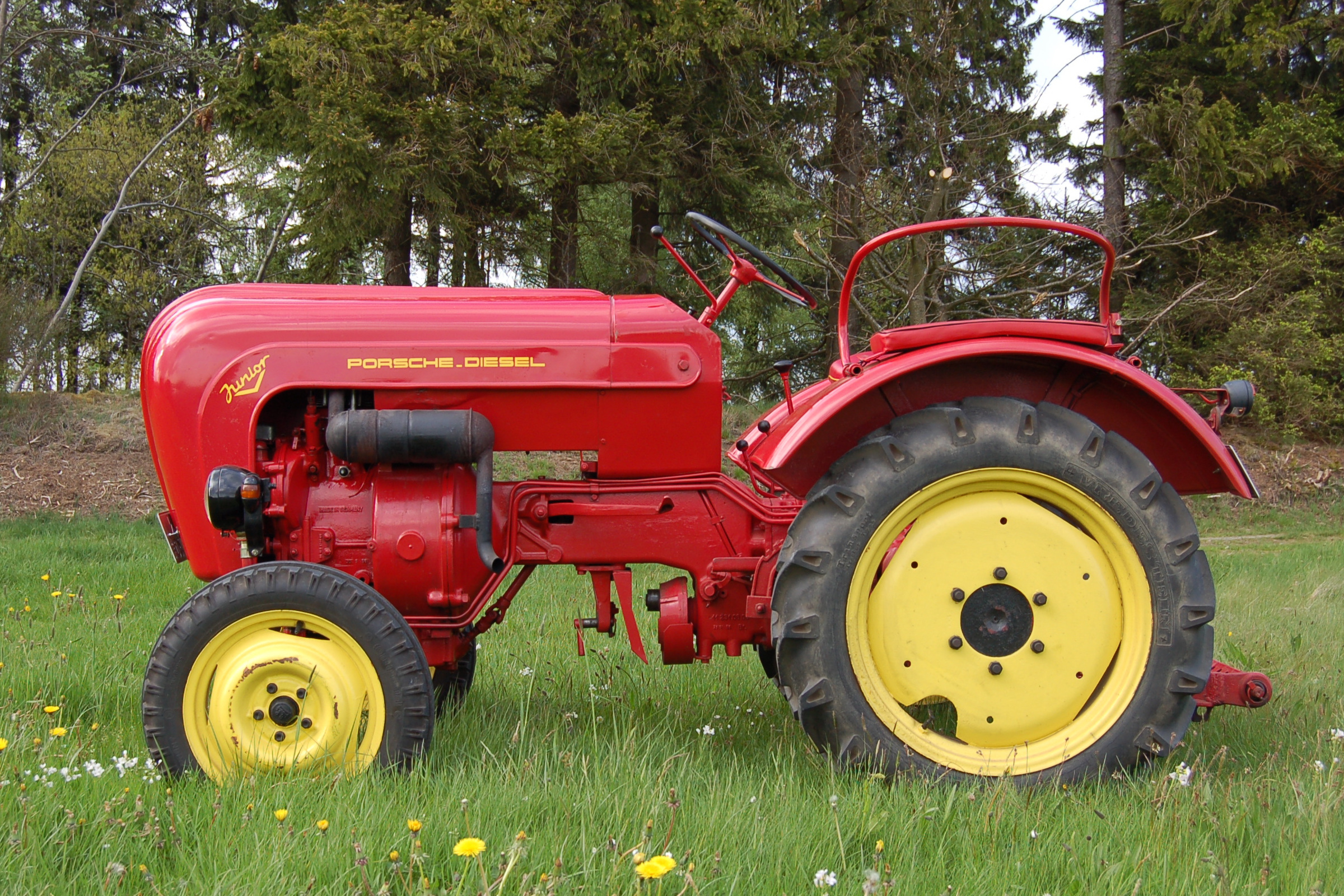
Porsche Junior 108 V
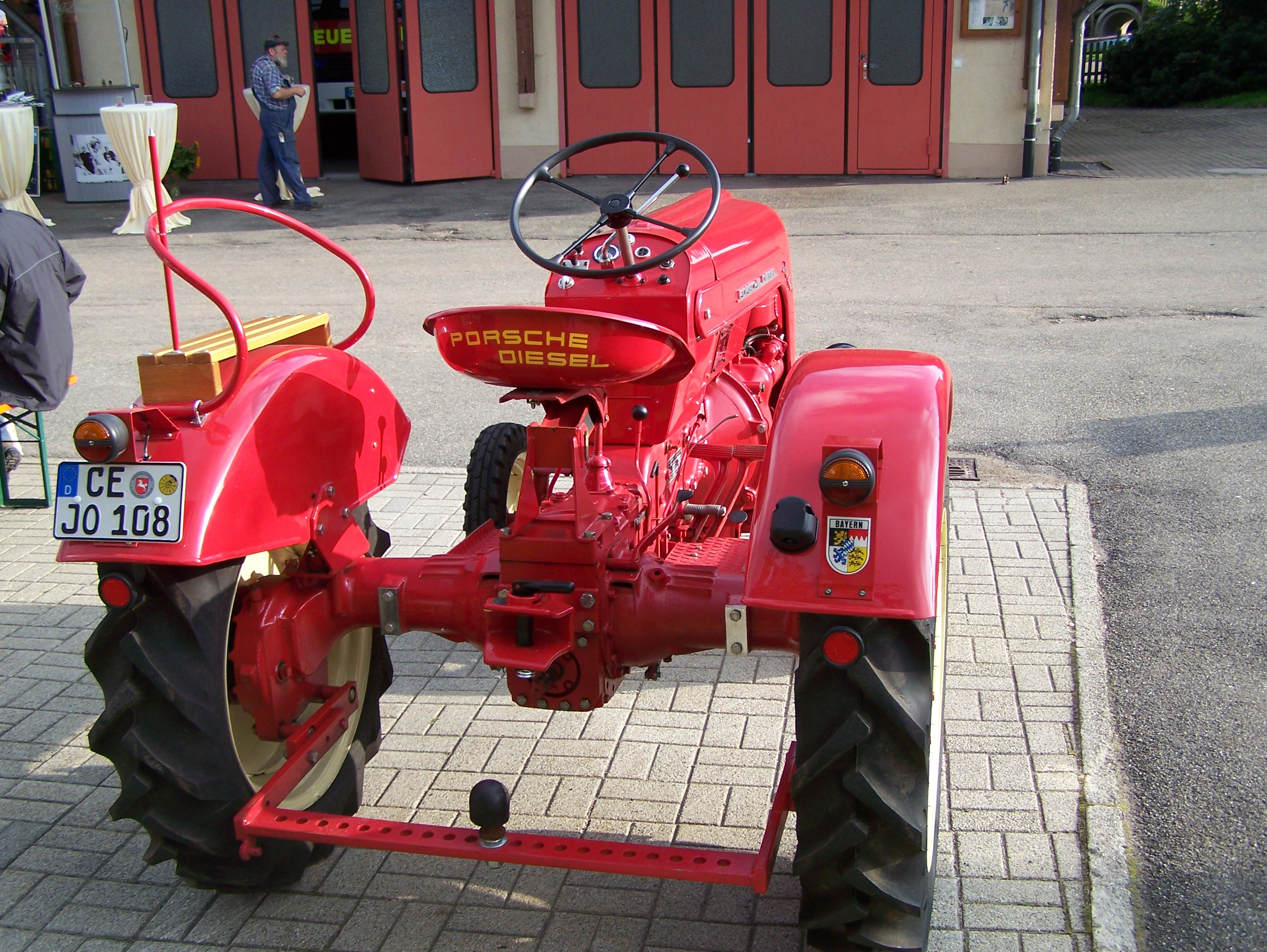
Porsche Junior 108